# 89e parallèle nord
Pour les articles homonymes, voir 89e parallèle.
En géographie, le 89e parallèle nord est le parallèle joignant les points de la surface de la Terre dont la latitude est égale à 89° nord.

## Géographie

### Dimensions
Dans le système géodésique WGS 84, au niveau de 89° de latitude nord, un degré de longitude équivaut à 1,949 km ; la longueur totale du parallèle est donc de 702 km, soit environ 1,8% de celle de l'équateur. Il en est distant de 9 890 km et du pôle Nord de 112 km,.
Comme tous les autres parallèles à part l'équateur, le 89e parallèle nord n'est pas un grand cercle et n'est donc pas la plus courte distance entre deux points, même situés à la même latitude. Par exemple, en suivant le parallèle, la distance parcourue entre deux points de longitude opposée est 351 km ; en suivant un grand cercle (qui passe alors par le pôle nord), elle n'est que de 224 km.

### Durée du jour
À cette latitude, le soleil est visible au moins partiellement toute la journée pendant six mois, à partir d'une date proche du 21 mars jusqu'à une date voisine du 21 septembre. Réciproquement, le soleil est entièrement sous l'horizon entre la fin septembre et la mi-mars. Entre ces périodes, pendant à peu près une semaine à chaque fois, il est possible d'observer un lever et un coucher de soleil complets.

### Régions traversées
Le 89e parallèle nord passe intégralement au-dessus de l'océan Arctique.